# Freilandsiedlung Oelknitz
Die späteiszeitliche Freilandsiedlung Oelknitz ist ein archäologischer Fundplatz in Rothenstein im Saale-Holzland-Kreis in Thüringen. Die Siedlung lag auf einer 25 m hohen Terrasse des Sandberges (auch Helenenberg genannt). Der Berg liegt am Ausgang eines Seitentales, das die Verbindung zwischen dem tief eingeschnittenen Saaletal und der benachbarten Hochfläche herstellt. Der Großteil der gefundenen Objekte sind in der Ur- und frühgeschichtlichen Sammlung der Universität Jena ausgestellt, während die magdalénienzeitlichen Venusfigurinen von Oelknitz sich im Museum für Ur- und Frühgeschichte Thüringens in Weimar befinden.

Karte von Rothenstein

## Forschungsgeschichte
Nach der Entdeckung im Jahre 1932 legte Gotthard Neumann (1902–1972) zwei Suchschnitte an. Flächengrabungen fanden zwischen 1957 und 1967 durch das Museum Weimar statt. Dabei wurden 850 m² freigelegt, was fast dem gesamten Wohnplatzhorizont entspricht.

## Beschreibung
Roter sandiger Ton bildete die jungpaläolithische Kulturschicht. In dem aufliegenden, bis zu zwei Meter mächtigen Sand befanden sich flach eingetiefte Urnen eines urnenfelderzeitlichen Gräberfeldes der Lausitzer Kultur. 
Zur Zeit der Magdaleniensiedlung herrschte ein kühl-gemäßigtes Klima im klimagünstigen Saaletal. In sonnigen Hanglagen gediehen Birken- und Kiefernwälder, auf den Höhen breitete sich eine lichte, kältesteppenartige Vegetation aus. Die Überreste der Jagdbeute bestanden aus Bison, Braunbär, Hase, Polarfuchs, Ren, Wildpferd, Wildschwein, Wolf (Hund) und Vögeln, darunter das Haselhuhn. 
Befunde wie C-14-Daten ermöglichen nur eine ungefähre zeitliche Einordnung. Es kommen die ältere Tundrenzeit oder das frühe Allerød in Frage (10.350–8.940 Jahre vor heute). Die Behausungen bestanden aus unterschiedlich gestalteten Zelten. Einige Zelte, die wahrscheinlich aus zusammengenähten Pferdefellen, die über Stangengerüsten lagen, bestanden, enthielten Feuerstellen. Bei anderen lagen diese vor dem Zelt. Die Zelte wurden mittels Fettlampen erleuchtet. In zahlreichen kleinen Gruben standen die etwa 10 cm dicken Zeltstangen, oder sie dienten als Abfall-, Vorrats-, vielleicht auch als Opfergrube.

## Funde
Die Reste der materiellen Kultur sind charakteristisch für das Spätmagdalénien (Stufe VI), insbesondere für die im Saale-Elster-Gebiet verbreitete Oelknitzer Gruppe. Vertreten sind Klingenkratzer, verschiedene Rückenmesser- und Sticheltypen, Kurz- und Langbohrer. Die Geschossspitzen mit beidseitig abgeschrägter Basis bestehen aus Knochen, Rengeweih oder Elfenbein. Daneben fanden sich Harpunenspitzen, Nähnadeln, Pfrieme und Fragmente von Lochstäben sowie aus Felsgestein bestehende Fettlampen und die bei der Feuersteingeräteherstellung benötigten Ambosse, Schlag- und Drucksteine. 
Die künstlerischen Objekte bestehen aus extrem stilisierten Frauenfigürchen aus Elfenbein oder flachen Saalegeröllen. Manche Gerölle sind als Phallus markiert. Partielle Pferdedarstellungen finden sich ebenfalls auf den Geröllen. Auf zwei säulenförmigen, inmitten der Siedlung stehenden Sandsteinblöcken sind eine Vulva bzw. ein Wildpferd eingekratzt.